# 小行星11521
小行星11521（11521 Erikson）是一颗绕太阳运转的小行星，为主小行星带小行星。该小行星于1991年4月10日发现。

## 轨道参数
小行星11521的轨道半长轴为3.1497527 UA，离心率为0.171。